# Palacio del Marqués de Villamarta
El Palacio del Marqués de Villamarta es un palacio situado en la Calle Larga de Jerez de la Frontera.

## Construcción
Fue levantado por el Marquesado de Villamarta-Dávila.

## Uso
Hasta 2018 el edificio estuvo ocupado por la multinacional Mango, actualmente es ocupado por la cadena de perfumerías Primor.